# Johann Baptist von Streng
Johann Baptist von Streng (* 3. Januar 1808 in Lille; † 13. Mai 1883 in Emmishofen) war ein Schweizer Politiker und Richter. Von 1848 bis 1850 war er Ständerat, von 1854 bis 1863 gehörte er dem Nationalrat an. Ausserdem amtierte er als Regierungsrat des Kantons Thurgau.

## Biografie
Streng war der Sohn eines Offiziers, der während der Koalitionskriege in französischen Diensten war. Ab 1826 studierte Recht an der Akademie in Bern sowie an den Universitäten Heidelberg und Freiburg. Nachdem er 1829 das Anwaltspatent erhalten hatte, war er in Egelshofen (dem heutigen Kreuzlingen) als Rechtsanwalt tätig. 1836/37 war er Staatsanwalt, danach bis 1850 Oberrichter.
Als Vertreter der gemässigten Liberalen wurde Streng 1835 in den Grossen Rat des Kantons Thurgau gewählt, dem er bis 1861 angehörte. In diesem war er Mitglied der einflussreichen Justizkommission. 1837, 1841 und 1843 vertrat er den Thurgau als Gesandter an die Tagsatzungen. Der Grosse Rat wählte ihn für die Jahre 1848 bis 1850 in den Ständerat, danach in den Regierungsrat (bis 1864). Streng kandidierte mit Erfolg bei den Nationalratswahlen 1854, neun Jahre später trat er zurück. Darüber hinaus präsidierte er von 1858 bis 1864 den katholischen Kirchenrat des Kantons Thurgau.